# Tim Willits

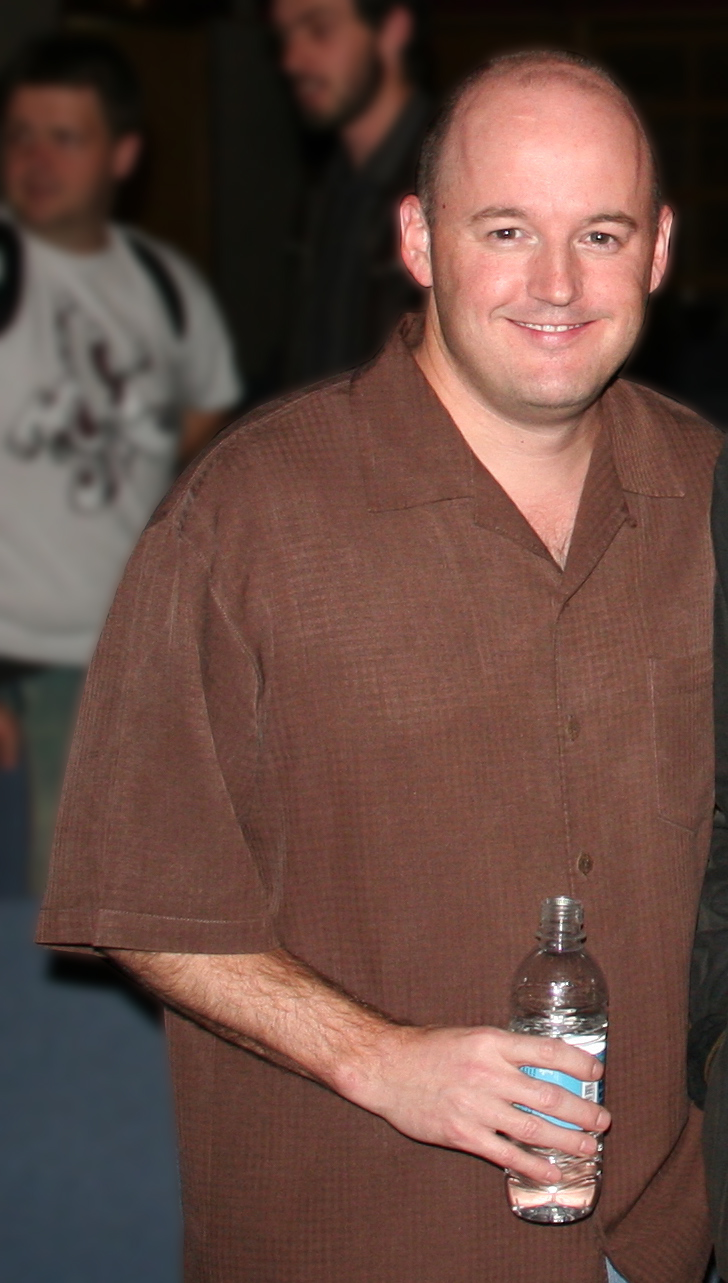

Tim Willits es el director creativo de la compañía id Software. Willits ha colaborado en trabajado en varios proyectos desde la fundación de la compañía hasta el día de hoy, como por ejemplo la franquicia de Doom y Quake.
Actualmente, está trabajando con John Carmack en el desarrollo del motor gráfico id Tech 5 para futuros videojuegos como Rage (videojuego) y Doom.
- Datos: Q240835
- Multimedia: Tim Willits / Q240835